# Lelkowo (stacja kolejowa)
Lelkowo – zlikwidowana stacja kolejowa w Lelkowie na rozebranej linii kolejowej Pieniężno – Korniewo, w województwie warmińsko-mazurskim.